# Фрідріх фон Бройх
Барон Фрідріх «Фріц» Курт Ганс фон Бройх (нім. Friedrich „Fritz“ Kurt Hans Freiherr von Broich; 1 січня 1896, Страсбург — 24 вересня 1974) — німецький воєначальник, генерал-лейтенант вермахту. Кавалер Лицарського хреста Залізного хреста.

## Біографія
Представник давнього знатного роду. 2 липня 1914 року вступив в Імперську армію. Учасник Першої світової війни. Після демобілізації армії залишений в рейхсвері. З 26 серпня 1939 року — командир 34-го розвідувального дивізіону, з грудня 1939 року — 21-го кавалерійського полку. Учасник Французької кампанії. З 1 вересня 1940 року — командир 22-го, потім — 1-го кавалерійського полку. Учасник Німецько-радянської війни. З 1 грудня 1941 по 31 жовтня 1942 року — командир 24-ї  стрілецької (потім — танкової) бригади, з 10 листопада 1942 року — дивізії «Фон Бройх», яка билась в Північній Африці, з 1 лютого 1943 року — 10-ї танкової дивізії. 12 травня 1943 року разом з рештками дивізії потрапив в британський полон. 7 жовтня 1947 року звільнений. 

## Звання
- Фанен-юнкер (2 липня 1914)
- Фанен-юнкер-унтерофіцер (15 вересня 1914)
- Фенріх (25 вересня 1914)
- Лейтенант (24 грудня 1914) — патент від 23 червня 1913 року.
- Оберлейтенант (18 жовтня 1918)
- Ротмістр (1 лютого 1928)
- Майор (1 січня 1935)
- Оберстлейтенант (1 жовтня 1937)
- Оберст (1 вересня 1940)
- Генерал-майор (15 лютого 1943)
- Генерал-лейтенант (1 травня 1943)

## Нагороди
- Залізний хрест
  - 2-го класу (24 грудня 1914)
  - 1-го класу (13 жовтня 1918)
- Хрест «За військові заслуги» (Австро-Угорщина) 3-го класу з військовою відзнакою (17 жовтня 1916)
- Нагрудний знак «За поранення» в чорному (15 жовтня 1918)
- Почесний хрест ветерана війни з мечами (20 грудня 1934)
- Медаль «За вислугу років у Вермахті» 4-го, 3-го, 2-го і 1-го класу (25 років)
- Застібка до Залізного хреста
  - 2-го класу (17 вересня 1939)
  - 1-го класу (14 червня 1940)
- Нагрудний знак «За участь у загальних штурмових атаках» (1 листопада 1941)
- Німецький хрест в золоті (2 листопада 1941)
- Лицарський хрест Залізного хреста (29 серпня 1942)
- Срібна медаль «За військову доблесть» (Італія)
- Нарукавна стрічка «Африка»